# 相称歯目
相称歯目（そうしょうしもく、学名：Symmetrodonta）とはすでに絶滅した中生代の単弓類に近い哺乳類の事で、臼歯を上から見ると三角形の事と、距骨があまり発達していないことが特徴とされる。従来の相称歯類は、三畳紀末から白亜紀後期までの幅広い年代の哺乳類のことを呼んでいたが、ここ20〜30年の研究の結果、この系統は側系統なことがわかっている。にもかかわらず、この名前は一部の研究者によって便宜上まだ使われており、通常はスパラコテリウム類とザンヘテリウム類に限定されている。
相称歯目の下位系統のSpalacotheri科は、鋭角な臼歯、強く縮小した距骨、目立つ前・後顎骨を持つなどということがわかっている。

## 解剖学
チャンヘオテリウムのようにメッケル溝を残すものもあるが、少なくともスパラコテリウム属はメッケル溝を失い、現世哺乳類の耳を獲得している。また、犬歯や前臼歯が欠落し、下顎が長いことから、肉食・昆虫食であることがわかる。
チャンヘオテリウムは樹上生活に特化していた。また、足根骨の化石があり、多くの変わった哺乳類形態と同様に、少なくとも一部のシンメトロドントは現代のカモノハシのように毒を持っていたことがわかる。
Sparacotheridium nobleiという種は、特筆すべきはその小ささである。哺乳類の中で最も小さいものの一つである。臼歯の1本1本の大きさは0.25mmに満たない。